# Agathosma barnesiae
Agathosma barnesiae är en vinruteväxtart som beskrevs av Robert Harold Compton. Agathosma barnesiae ingår i släktet Agathosma och familjen vinruteväxter. Inga underarter finns listade i Catalogue of Life.